# Comuna de Ochotnica Dolna
Ochotnica Dolna (polaco: Gmina Ochotnica Dolna) é uma gminy (comuna) na Polónia, na voivodia de Pequena Polónia e no condado de Nowotarski. A sede do condado é a cidade de Ochotnica Dolna.
De acordo com os censos de 2004, a comuna tem 7877 habitantes, com uma densidade 55,9 hab/km².

## Área
Estende-se por uma área de 141,03 km², incluindo:
- área agricola: 39%
- área florestal: 58%

## Demografia
Dados de 30 de Junho 2004:
|                      | Total   | Total | Mulheres | Mulheres | Homens  | Homens |
| -------------------- | ------- | ----- | -------- | -------- | ------- | ------ |
|                      | pessoas | %     | pessoas  | %        | pessoas | %      |
| População            | 7877    | 100   | 3905     | 49,6     | 3972    | 50,4   |
| Densidade (pop./km²) | 55,9    | 100   | 27,7     | 27,7     | 28,2    | 28,2   |

De acordo com dados de 2002, o rendimento médio per capita ascendia a 1371,14 zł.

## Subdivisões
- Młynne, Ochotnica Dolna, Ochotnica Górna, Tylmanowa.

## Comunas vizinhas
- Czorsztyn, Kamienica, Krościenko nad Dunajcem, Łącko, Nowy Targ